# Alberto Olmedo
Alberto Orlando Olmedo, apodado el Negro (Rosario, Santa Fe, 24 de agosto de 1933-Mar del Plata, Buenos Aires, 5 de marzo de 1988), fue un actor y humorista argentino, considerado popularmente como uno de los capocómicos más importantes en la historia del espectáculo de su país, por su destacada labor en televisión, cine y teatro.
En sus filmes trabajó también haciendo un dúo memorable junto a Jorge Porcel luego de trabajar juntos en el programa de televisión y cine Operación Ja-Já. Entre los años 1970 y 1980, el dúo definió un tipo de comedia sexual de gran éxito conocida como comedia picaresca, que fueron grandes éxitos de taquilla. A partir de los años 1980, el dúo se alejó de la comedia picaresca y se acercó a las películas familiares, con títulos infantiles como Los fierecillos se divierten (1983), Rambito y Rambón, primera misión (1986), Los colimbas se divierten (1986) y Los colimbas al ataque (1987).
Luego de su muerte, comenzó a ser considerado un humorista de culto, y se celebran homenajes en su ciudad natal y el resto de la Argentina.

## Biografía

### Infancia y juventud
Alberto Orlando Olmedo nació el 24 de agosto de 1933 en la ciudad de Rosario y vivió durante toda su infancia y adolescencia junto a su madre, Matilde Olmedo, en la calle Tucumán 2765 del entonces barrio Pichincha de dicha ciudad, llamado en la actualidad Alberto Olmedo, en donde pasó su tiempo de niñez y juventud en el club Velocidad y Resistencia que se encontraba a la vuelta de su casa.
A los seis años, además de concurrir a la Escuela n.º 78 Juan F. Seguí, trabajó en la verdulería y carnicería de José Beccacece, en la calle Salta 3111.
En 1947, por intermedio de Salvador Chita Naón, se integra a la clase del teatro La Comedia. Al año siguiente, con su amigo Osvaldo Martínez se incorpora al Primer Conjunto de Gimnasia Artística en el Club Atlético Newell's Old Boys de Rosario. Por esa época también participa en una agrupación artística vocacional que funciona en el Centro Asturiano: La Troupe Juvenil Asturiana.
En 1951, como parte de los números de La Troupe, forma (junto a Antonio Ruiz Viñas) el dúo Toño-Olmedo. Ya profesionales, la pareja actúa en varios espectáculos, entre ellos Gitanerías, dirigido por Juanito Belmonte. A fines de 1954 decide viajar a Buenos Aires para probar suerte.

### Llegada a Buenos Aires y comienzo de su carrera artística
En mayo de 1955 ingresa como operador al Canal 7, en la ciudad de Buenos Aires, a través de referencias de su amigo Pancho Guerrero.
En la cena de fin de año en la que se reúnen las autoridades y el personal del canal, Olmedo realiza una formidable improvisación y Julio Bringuer Ayala, interventor de la emisora, le ofrece trabajar como actor.
Una semana después de la cena debuta en La Troupe de TV, programa dirigido por Pancho Guerrero, en el que trabajan María Esther Gamas, Noemí Laserre, Tincho Zabala y Rodolfo Crespi, entre otros.
Comienza a hacer monólogos y pequeños sketchs en La revista de Jean Cartier, donde surge «El profesor de locutores». Al mismo tiempo participa en Medianoche en Buenos Aires y en Sonrisas y melodías.
En 1957, el productor Julio Moller le ofrece protagonizar un ciclo infantil los sábados al mediodía y nace Joe Bazooka.
El programa dura tres años, pero Olmedo no deja de trabajar como técnico.
El 12 de marzo de 1958 se casa con Judith Jaroslavsky y el 3 de diciembre del mismo año nace su primer hijo, Fernando. El 20 de agosto de 1959 se estrena la película Gringalet, de Rubén W. Cavallotti, en la que debuta como actor cinematográfico interpretando un papel secundario.

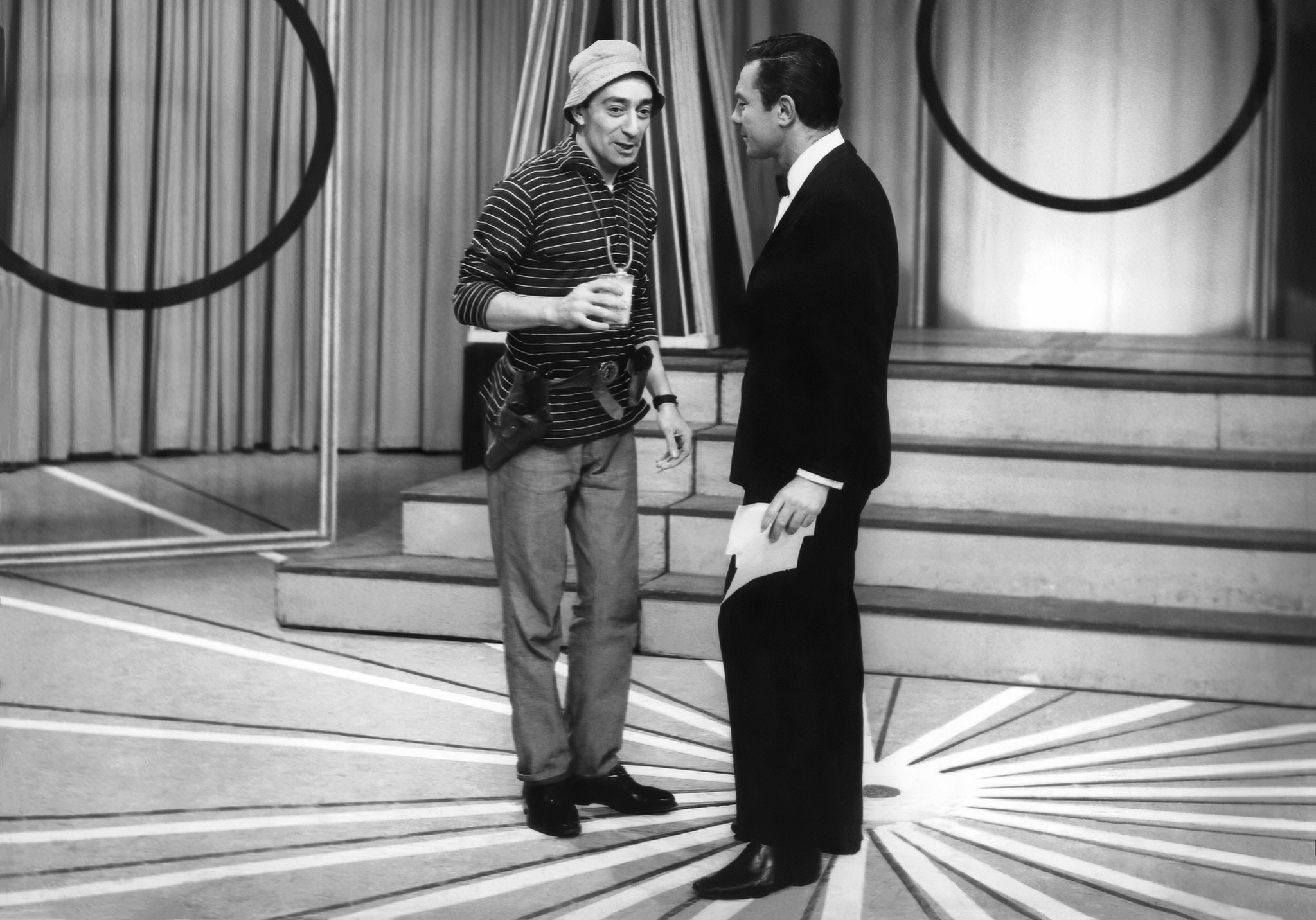
Alberto Olmedo caracterizado como su personaje Piluso en Canal 7, 1962.

En 1960 comienza en Canal 9 El Capitán Piluso, su primer gran éxito, junto con Coquito (Humberto Ortiz). El ciclo dura poco más de tres años en esa emisora. En 1965 el programa se emite durante un año en Canal 7 y a partir de 1967 se presenta dos años en el Canal 2 de La Plata.
El 19 de marzo de 1962 nace Marcelo, su segundo hijo.
A fines de marzo de 1964 ingresa al elenco de Operación Ja-Já, un programa de Gerardo y Hugo Sofovich en Canal 11. Ese mismo día, debutan Javier Portales y María Rosa Fugazot.
El 26 de julio de 1964 nace su tercer hijo, Mariano. En octubre de ese año Olmedo se separa de su primera esposa.
En enero de 1965 comienza el programa Un verano con Olmedo, donde vuelve a ser protagonista de un ciclo, con la dirección de Gerardo y Hugo Sofovich.
El 23 de septiembre de 1967 se casa con Tita Russ. El 28 de julio del año siguiente nace Javier, su cuarto hijo.
En Operación Ja-Ja nacen los personajes Rucucu y el Yéneral González. Al mismo tiempo, Olmedo se presenta esporádicamente en otro ciclo de los Sofovich, Vivir es una comedia, también emitido por Canal 11.
Para 1969 participa en El botón, por Canal 9, y además presenta Domingos de teatro porteño, realizando algunas actuaciones especiales en Domingos de mi ciudad.
En enero de 1970 conduce el programa El Test de las familias, que se emite por Canal 9. El 14 de enero de ese año nace su única hija, Sabrina.  El 3 de diciembre regresa a Canal 11 con Las 36 horas de Olmedo, una emisión a beneficio de la Casa Cuna y del Hospital Argerich, donde bate el récord de permanencia en cámara (récord mantenido hasta la actualidad).
En 1972 comienzan los ciclos El chupete, con libros de Juan Carlos Mesa y Jorge Basurto, y Fresco y Batata (con referencia al queso fresco y el dulce de batata), que juntos constituyen un postre popular rápido, sencillo, nutritivo y económico, a la vez que «fresco» se dice de un pícaro (personaje de Olmedo) y «batata» hace alusión a alguien tímido o torpe, personaje actuado por Jorge Porcel, ambos en Canal 13. Luego protagoniza junto a Susana Brunetti la comedia musical Promesas, promesas, en el teatro Odeón.
El 22 de marzo de 1973 se estrena Los caballeros de la cama redonda, la primera de las películas filmadas para el sello Aries, con dirección de Gerardo Sofovich.
En 1974 protagoniza Alberto Vilar, el indomable, con libro de Víctor Sueiro, en Canal 13.
Al año siguiente debuta en el teatro de revistas en el Teatro Maipo, junto a José Marrone. En el mismo teatro se presenta en su primera revista con Jorge Porcel, dirigida por Gerardo Sofovich.

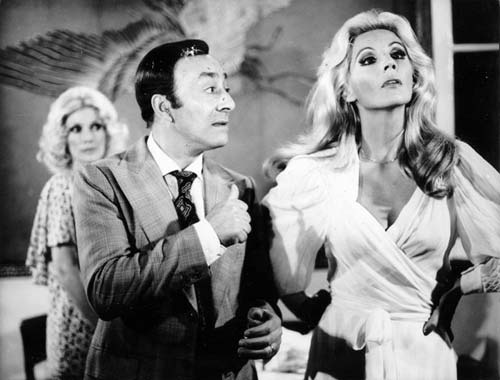
Alberto Olmedo junto a Susana Giménez en el filme Basta de mujeres, de 1977.

El 4 de mayo de 1976, en el primer programa del año de El Chupete, con Humberto "Coquito" Ortiz y Oscar Viale como guionistas (elegidos por Olmedo), se anuncia la falsa noticia de la «desaparición física» de Olmedo. Una semana después, como consecuencia de esta broma, ideada por Viale (con referencia a las desapariciones forzadas que estaban ocurriendo por los militares en el poder), le levantan el ciclo y echan a Coquito Ortiz y Oscar Viale. A raíz de este incidente Olmedo fue «borrado» de la televisión por dos años. Asimismo, el hecho ocasionó algunas renuncias en la cúpula del canal y el despido del locutor Jorge Nicolau, quien leyó la falsa noticia al aire. 
En 1977 estrenó la película Las turistas quieren guerra, donde el nombre de su personaje es Alberto Mautone, en homenaje a su apellido paterno. En 1978 vuelve al frente del ciclo Olmedo ’78, por Canal 11.

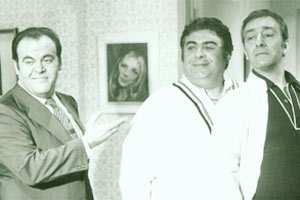
Javier Portales, Jorge Porcel y Olmedo, 1977

En 1980 protagoniza junto a Susana Giménez el ciclo Alberto y Susana, en Canal 13, con libros de Hugo Moser, Víctor Sueiro y Humberto Ortiz. El 19 de junio se estrena A los cirujanos se les va la mano, primera película del cuarteto Alberto Olmedo, Susana Giménez, Jorge Porcel y Moria Casán, dirigida por Hugo Sofovich.
En 1981 obtiene un Diploma al Mérito de los Premios Konex, otorgado por la Fundación Konex, como uno de los más importantes Actores de Variedades de la historia en Argentina.

### La «Fiebre Olmedo»
En el año 1981 comienza en Canal 11, bajo la dirección de Hugo Sofovich, el que sería su último y más exitoso programa de televisión, No toca botón, y estrena en el Teatro Metropolitan, junto a Porcel, Susana Giménez y Moria Casán, La revista de las superestrellas, también de Hugo Sofovich. En julio de ese año se separa de su segunda esposa. En el verano marplatense de 1982 vuelve a repetirse el exitoso cuarteto protagónico del año anterior en la obra Seguimos rompiendo las olas.
En el programa No toca botón, de 1983, nacen dos personajes exitosos: Lucy (una sátira de Tootsie) y el Nene. En este último, Olmedo comienza a hacer sus famosos «chivos» al aire (publicidades dentro de los sketches).
En 1984 nace el personaje «Chiquito Reyes, doble de riesgo», en No toca botón.

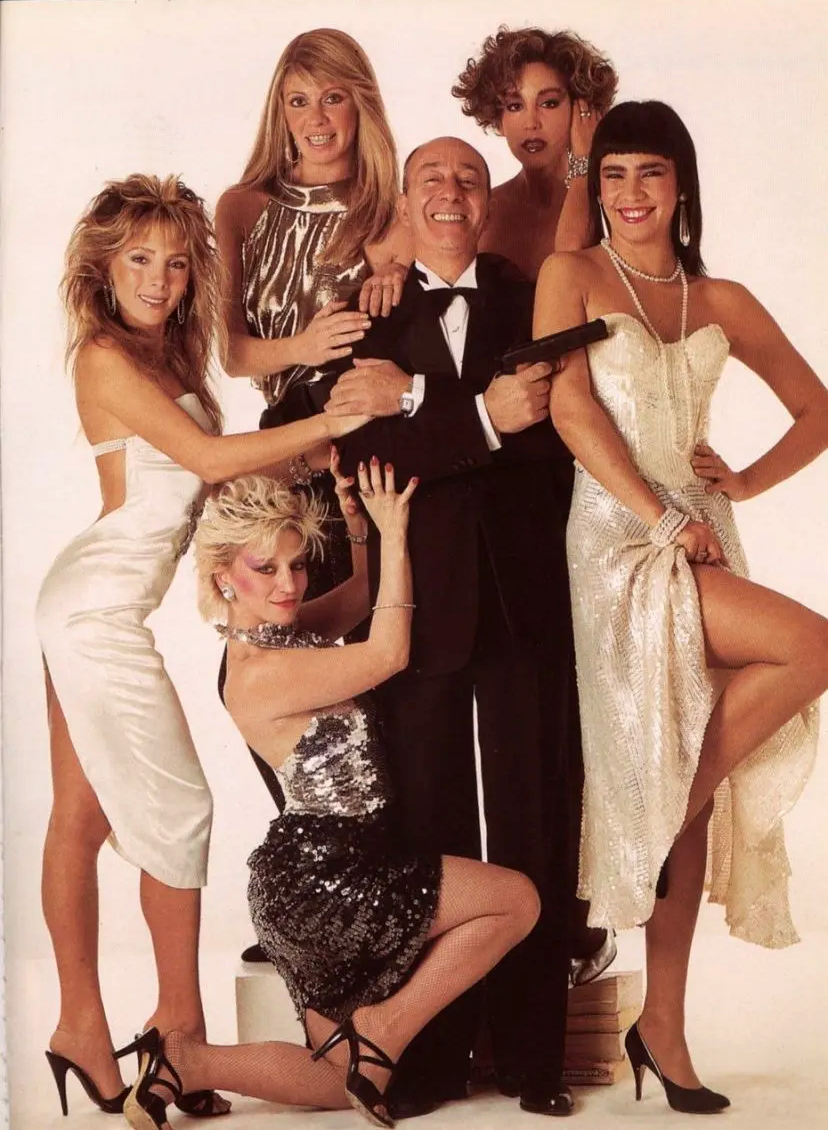
Olmedo junto al elenco femenino de No toca botón en 1985. Paradas, de izquierda a derecha: Adriana Brodsky, Silvia Pérez, Beatriz Salomón y Susana Romero. Debajo: Divina Gloria.

Durante la temporada veraniega de 1985 en Mar del Plata, protagoniza la comedia El bicho tuvo la culpa, dirigida por Hugo Sofovich. Ese año comienza el ciclo de No toca botón con la quema del disfraz de Rucucu en vivo y la presencia de Enrique Pinti, Juan Carlos Altavista, Luis Brandoni y Susana Traverso. Nacen en este ciclo los personajes de El Dictador de Costa Pobre, El Pitufo, El Psicoanalista y el nuevo Chiquito Reyes, esta vez como un novio cornudo.
En 1985 se estrenó la película Mirame la palomita y en su presentación se ven varias tomas de la ciudad de Mar del Plata filmadas desde un vehículo en movimiento. Cerca del final de la misma, este vehículo, que venía circulando por la avenida Colón, dobla en el Boulevard Marítimo Peralta Ramos, mostrando un gran plano del edificio Maral 39 (donde en el futuro fallecería Olmedo). 
En el verano de 1986 presenta El bicho tuvo la culpa en Villa Carlos Paz. Este es el año de «El manosanta», «Álvarez y Borges» y «El mucamo Perkins». Comienza la Fiebre Olmedo. En septiembre inicia un ciclo de presentaciones en el restaurante Michelángelo, junto a Javier Portales, Beatriz Salomón, Divina Gloria y Alfonso Pícaro; además del cantante Guillermo Guido y los grupos Botton Tap y Caviar.
El 18 de diciembre de ese año debuta con la obra El Negro no puede en el teatro Neptuno de Mar del Plata, acompañado como casi siempre por Javier Portales y César Bertrand.

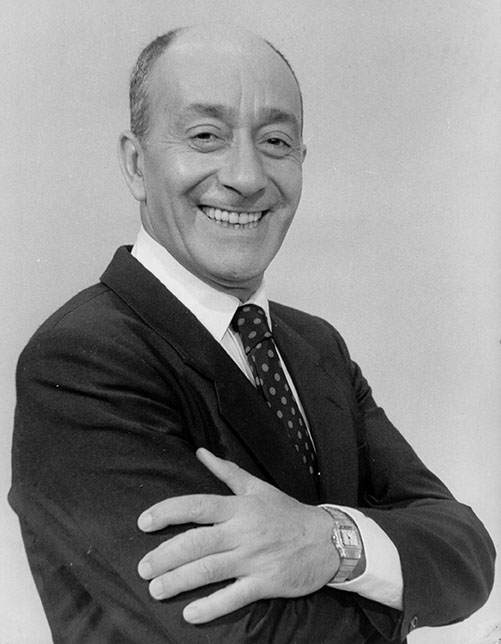
Alberto Olmedo en 1987

Durante el verano austral de 1987, la obra bate el récord histórico de asistencia de público a la sala, con 119 877 espectadores. Ese año gana el premio Estrella de Mar. El programa No toca botón pasa a Canal 9 y nace el personaje «Rogelio Roldán, jefe de cadetes». En mayo, en el programa de televisión, durante el sketch de Borges y Álvarez, se puso un gorro con los colores del club Rosario Central, del cual era hincha, y sacó de su bolsillo una bandera del Club Atlético Newells Old Boys para cubrirse el torso; este, y otros, fueron detalles que caracterizaron a Olmedo como un verdadero rosarino que nunca olvidó a su ciudad natal ni el folclore de la misma.
A comienzos de 1988 protagoniza en Mar del Plata la obra Éramos tan pobres, dirigida por Hugo Sofovich. El 3 de marzo —dos días antes de su fallecimiento— se estrena su última película, Atracción peculiar.

### Últimos trabajos y fallecimiento
Durante el verano de 1988 en Mar del Plata, estrenó la obra Éramos tan pobres y filmó, junto a Jorge Porcel, la película Atracción peculiar, que se estrenó el 3 de marzo. Sin embargo, Olmedo nunca llegó a verla ya que dos días después, en la mañana del 5 de marzo, luego de una noche de muchos excesos junto a su pareja Nancy Herrera, cayó desde el balcón de su departamento del piso 11 del edificio Maral 39, y falleció en el acto, a la edad de 54 años. Aunque se tejieron diversas hipótesis alrededor de esta tragedia, la única presente en ese momento fue su pareja, que en más de una oportunidad declaró que fue solo un accidente, pero también existen versiones donde manifiestan que Olmedo se suicidó.
No obstante, la principal hipótesis[cita requerida] sobre su muerte fue que estaba drogado y algo ebrio, y que, jugando bajo los efectos del alcohol o la droga, se subió peligrosamente sobre la baranda del balcón y al perder el equilibrio cayó hacia el lado de afuera. Fue rápidamente sostenido por Nancy Herrera de sus muñecas, pero ella no pudo sostenerlo mucho tiempo para salvarlo, por lo que cayó al vacío y aún ya caído en la calle sostenía una bolsita de polietileno rosado que supuestamente contenía la droga que había consumido. Antes de que cayera tenía una camisa que luego le quitan para hacerle los primeros auxilios, jeans y botas tejanas color marrón. 
Curiosamente, en algunas escenas de las películas de Olmedo se ve al actor en algún balcón, como en Los caballeros de la cama redonda (1973), Departamento compartido (1980), Los reyes del sablazo (1984) y Galería del terror (1987); también en una de las escenas de Atracción peculiar (1988), Olmedo y Porcel caminan por la cornisa de un edificio marplatense (el Hotel Provincial) y ambos muestran su miedo de caer al vacío.
Su madre, Matilde de Olmedo, al momento de la muerte de su hijo se encontraba visitando a su hija en la provincia de La Rioja. El 6 de marzo de 1988, luego de enterarse de la noticia del deceso de Alberto, sufrió un ataque cardíaco en el Aeroparque Metropolitano, a los 79 años de edad. Inmediatamente, fue trasladada a la guardia del Hospital Municipal Fernández, donde finalmente murió. 
Luego de la muerte de Olmedo, Jorge Porcel, su compañero por excelencia en el cine, protagonizó solo una única película más en la Argentina, El profesor punk, estrenada apenas 4 meses después de la tragedia, en julio de 1988. Este filme muestra una actuación de su protagonista más comedida y sobria que la usual (aunque siempre cómica), y al final tiene una noble dedicatoria a su compañero y amigo, con la imagen de la última escena que compartieron, en Atracción peculiar. Muchos de sus allegados[¿quién?] atribuyen el repentino y radical cambio en la vida de Porcel (quien se radicó finalmente en Miami y se convirtió al cristianismo evangélico) a que este quedó profundamente conmovido y marcado por la tragedia de su amigo.

## Recuerdo y homenajes
Su deceso prematuro provocó una profunda tristeza entre sus seguidores. Luego de su muerte, comenzó a ser considerado un humorista de culto, y se celebraron homenajes en su Rosario natal y en el resto del país.
En Rosario, donde nació y pasó sus primeros años de vida, es homenajeado con una escultura de bronce. La misma (ver foto) hace referencia al famoso sketch que protagonizaba junto a Javier Portales, «Álvarez y Borges», y es visitada por gran cantidad de turistas que no pueden evitar fotografiarse frente a la escultura del actor.
El músico argentino Fito Páez, nacido también en la ciudad de Rosario, le dedicó una emotiva canción llamada «Tema de Piluso» que pertenece al álbum Circo Beat, lanzado en 1994. También hace referencia al cómico en otras canciones, por ejemplo, en Tercer Mundo se puede oír un diálogo entre «Álvarez» y el «Manosanta» perteneciente a la película El manosanta está cargado, así como también en su canción «Instant-táneas» del álbum La la la.
En 2007, en el marco del programa El Gen Argentino, en el que el público votó libremente para elegir al argentino más destacado de la historia, Alberto Olmedo resultó elegido finalista, entre los cinco argentinos más destacados de toda la historia junto a José de San Martín, Ernesto Che Guevara, René Favaloro y Juan Manuel Fangio.
En el año 2009, su hijo Marcelo Olmedo escribió un libro, El Negro Olmedo, mi viejo, donde cuenta anécdotas desconocidas sobre sus amigos, las mujeres, la familia y el público.
En Buenos Aires, una columna baja de ladrillo, en la avenida Corrientes 1753, obra de José Martínez, tenía en su parte superior las huellas dejadas en cemento de las manos del actor. Fueron robadas en 2009 y en un acto de desagravio se colocó una nueva en agosto de ese mismo año. La placa en la parte inferior dice:

¿Qué quiero que quede de mí? Una estatua a mis manos en la calle Corrientes para que miren y digan: «Chau, Negro». Nada más.
Alberto Olmedo

En Mar del Plata, a metros del edificio del fatal accidente, existe un monumento de bronce que lo recuerda, fiel retrato realizado por la escultora Elizabeth Eichhorn, paseo obligado de los turistas que se reencuentran para fotografiarse junto a su sonrisa y su actitud característica. En 2008 el monumento fue destruido totalmente por vándalos. Fue reconstruido e inaugurado en marzo de 2009.
En noviembre de 2011 se inauguró una estatua en la ciudad de Buenos Aires, obra del escultor Fernando Pugliese, en la esquina de las calles Corrientes y Uruguay, donde Olmedo junto a Javier Portales se encuentran en sus roles de Borges y Álvarez, sentados en un sillón.

## Actuación
Se caracterizó por un humor para adultos, con chistes cargados generalmente de doble sentido. Mientras actuaba, en ocasiones solía hablar en rosarigasino, cuando no quería que otro de los actores se enterase de algo. Se caracterizó por utilizar el arte de la improvisación y fue un gran transgresor de los códigos televisivos, por ejemplo a menudo no seguía los libretos, intentaba hacer tentar de risa a los demás actores, y rompía la cuarta pared, por ejemplo burlándose de los espectadores o yéndose detrás de cámaras.
Tanto en televisión, como en cine y en teatro, trabajó con los más grandes capocómicos y las vedettes más importantes de su época: Jorge Porcel, con quien formó el dúo humorístico más importante del espectáculo argentino; Tato Bores; Fidel Pintos; Javier Portales; Moria Casán; Susana Giménez o Graciela Alfano. También lo dirigieron los exponentes más importantes del humor picaresco: Gerardo Sofovich, Hugo Sofovich, Enrique Carreras, Hugo Moser, etc.

### Sus personajes
Sus personajes, aún hoy, siguen siendo recordados:
- El Capitán Piluso.
- Petete García, el Lobo.
- El Manosanta.
- El dictador de Costa Pobre.
- Chiquito Reyes.
- Rogelio Roldán.
- Rucucu.
- El sobrino de Borges, del sketch de «Álvarez y Borges» (junto a Javier Portales).
- El sketch de «Grotowski y Stanislavski» (antecesor del anterior).
- José Refrán.
- El Gran Huidini (con Marcos Zucker).
- El cavernario cordobés.
- El "Cabecita negra" cordobés (junto a Eddie Pequenino) "...eh'itaaliano".
- El empleado Pérez.
- El nene (junto a Susana Traverso).
- El alumno de inglés (junto a Susana Giménez).
- El Pitufo.
- El Psicoanalista.
- El mayordomo Perkins.
- El guapo Piolín.
- El Yeneral González.
- El bombero (final de la peluquería de Fidel Pintos).
- Nicky Longo (corredor de autos).

### Frases
- Y, si no me tienen fe
- ¡De acaaaaaaá!
- ¡Éramos tannn pobres!
- Siempre que "llovió" paró
- ¡Ruuu cu cuu!
- ¡No toca botón!
- ¿Me trajiste a la nena?
- ¡Poniendo estaba la gansa!
- ¡Adianchi, adianchi!
- Si la "vamo" a hacer, la "vamo" a hacer bien...
- ¡Savoy! ¡Savoy!
- Loco yooooooo?
- Soy Pitufo, pero no bolufo
- A ésta, le rompo el bloqueo
- El diablo se apoderó de eu
- Hay efectivo!!!
- Es lo que hay

## Trabajos en cine y TV

### Filmografía

#### Período 1959-1970
- Gringalet (1959).
- Una jaula no tiene secretos (1962)
- Barcos de papel (1963)
- Las aventuras del Capitán Piluso (1963)
- La herencia (1964)
- Ritmo nuevo y vieja ola (1965)
- Viaje de una noche de verano (1965)
- Dos quijotes sobre ruedas (1966)
- Hotel alojamiento (1966)
- El glotón (inconclusa, 1967)
- Escándalo en la familia (1967)
- Villa Cariño está que arde (1968)
- Flor de piolas (1969)
- Los debutantes en el amor (1969)
- El hombre del año (1970)

#### PeríodoAries Cinematográfica Argentina
- Los caballeros de la cama redonda (1973)
- Los doctores las prefieren desnudas (1973)
- Los vampiros los prefieren gorditos (1974) (Cameo)
- Hay que romper la rutina (1974)
- Mi novia el... (1975)
- Maridos en vacaciones (1975)
- Los hombres sólo piensan en eso (1976)
- El gordo de América (1976) (Cameo)
- Basta de mujeres (1977)
- Las turistas quieren guerra (1977)[9][10]
- El Gordo Catástrofe (1977) (Cameo)
- Fotógrafo de señoras (1978) (Cameo)
- Mi mujer no es mi señora (1978)
- Encuentros muy cercanos con señoras de cualquier tipo (1978)
- Custodio de señoras (1979) (Cameo)
- Expertos en pinchazos (1979)
- El rey de los exhortos (1979)
- Así no hay cama que aguante (1980) (Cameo)
- A los cirujanos se les va la mano (1980)
- Departamento compartido (1980)
- Las mujeres son cosa de guapos (1981)
- Amante para dos (1981)
- Te rompo el rating (1981) (Cameo)
- Un terceto peculiar (1982) (Cameo)
- Los fierecillos indomables (1982)
- Los fierecillos se divierten (1983)
- Los extraterrestres (1983)
- Los reyes del sablazo (1984)
- Sálvese quien pueda (1984)
- Mirame la palomita (1985)
- Los colimbas se divierten (1986)
- Rambito y Rambón, primera misión (1986)
- Los colimbas al ataque (1987)
- Galería del terror (1987)
- Atracción peculiar (1988)

Producción independiente
- Susana quiere, el negro también! (1987)

 Producción de Argentina Sono Film
- El manosanta está cargado (1987)

#### Programas de televisión
- El Capitán Piluso (1960-1981)
- Un Osvaldo al más allá (1962) (participación)
- Operación Ja-Já / La Peluquería de Fidel (1963-1967)
- Fresco y Batata
- El Botón
- Alberto y Susana (1980)
- El Chupete (1972-1976)
- No toca botón (1981-1987)
- Un verano con Olmedo
- Olmedo 78 (1978)
- Olmedo 79 (1979)
- Las 36 horas de Olmedo
- El Chupete (1973-1976)

## Discografía
- 1972: "Los chistes que Alberto Olmedo y Fidel Pintos no pueden contar en televisión" - Junto a Fidel Pintos - MICROFON ARGENTINA S.R.L.
- 1973: "Los chistes que Alberto Olmedo y Javier Portales no pueden contar en televisión" - Junto a Javier Portales - MICROFON ARGENTINA S.R.L.
- 1976: "Botoncitos de Zarzuelas" - Junto a Fidel Pintos, Adolfo García Grau, Carmen Morales, María Rosa Fugazot y Jorge Porcel - MICROFON ARGENTINA S.R.L.
- 1976: "El capitán Piluso" - RCA VICTOR
- 1976: "El capitán Piluso - Piluso es bueno / En la laguna de Chascomús" (Simple) - RCA VICTOR
- 1978: "Piluso - Pilutrónico" - RCA VICTOR
- 1980: "Pilusman"
- 1986: "Albero Olmedo y Los Manosanta" - EMI ODEON
- 1995: "El manosanta" - DISCOS PAMPA
- 2008: "Pilusman" (Reedición) - SONY BMG MUSIC ENTERTAINMENT ARGENTINA S.A.